# Іскрицький Василь
Василь Іскрицький народився 1640 р. на Київщині в одному з маєтків київського шляхтича Михайла Іскрицького та волинської шляхтянки Єви Моржовської (рідна сестра П. Тетері). 1659 р. він був нобілітований на варшавському сеймі до шляхетського стану. З середини 1670-х рр. і аж до своєї смерті 1698 р. він виступав як полковник охотницького полку. Був ротмістром Речі Посполитої. 1671 р. В. Іскрицький перейшов від П.Дорошенка до іншого правобережного гетьмана М.Ханенка та у складі козацької делегації вів переговори з коронним гетьманом Я. Собеським. Був тестем миргородського полковника Д.Апостола у 1677 р. донька В. Іскрицького одружилась з цим впливовим старшиною.
Згідно повідомлення папського нунція Франческо Бонвічі, того ж року В. Іскрицький сформував козацький загін, який мав вирушити на Закарпаття для допомоги повсталим проти австрійців карпатським русинам, словакам і угорцям на чолі з І. Тьоколі. У 1682 р. В. Іскрицькому Ян ІІІ Собеський доручив секретну місію щодо вербування козацтва на Лівобережжі України для війни проти Османської імперії. Під керівництвом В.Іскрицького у поході на допомогу Яну ІІІ Собеському під Відень брали участь козаки Дейнека, Піляй, Дилевський та Мартин. Після участі у Віденській битві 1683 р. неодноразово брав участь в походах проти татар і турків до Молдавії і Північного Причорномор'я. У 1690 р. відбулась зустріч В. Іскрицького з І. Мазепою, яка кардинально вплинула на стосунки гетьмана з миргородським полковником Д. Апостолом. Очевидно, польський полковник зняв сумніви щодо опозиційності свого зятя, пообіцяв залучити його та рідню у Полтаві до співпраці з правителем Гетьманщини.
Того ж року В.Іскрицький розпочав операцію із витіснення С. Палія з Фастівщини. Навесні 1694 р. зазнав поразки від полковника С.Палія, ось як описує ті події Самійло Величко: «Напали на Демидів (сучасне село на р. Словечна Гомелівської області в Білорусі) і там доказали свою лютість. А що найневиносиміше, що тиранствував над нашими, наш одновірець Скрицький (В. Скрицький), котрий має своїх родичів під рейментом вашої ясновельможності пана й милостивого добродія (І.Мазепи)».
В. Іскрицький мав сина Григорія, що проживав на Слобожаншині, став Сумським сотником і загинув 1708 р. Його внук Петро Іскрицький обіймав посаду генерального хорунжого Лівобережної Гетьманщини й зберігав рукопис Літопису Самовидця, що ввійшов в історіографію як «список Іскрицького».